# کالاچ-نا-دونو
شهر کالاچ-نا-دونو (به روسی: Калач-на-Дону) در کشور روسیه و در اوبلاست ولگوگراد واقع شده‌است.